# Im Heidsieke
Im Heidsieke ist ein Naturschutzgebiet in der niedersächsischen Gemeinde Salzhemmendorf im Landkreis Hameln-Pyrmont.

## Allgemeines
Das Naturschutzgebiet mit dem Kennzeichen NSG HA 117 ist rund 8 Hektar groß. Es ist Bestandteil des FFH-Gebietes „Ith“ und nahezu vollständig vom Landschaftsschutzgebiet „Randbereiche des Ith“ umgeben. Kleinflächig grenzt es an das Landschaftsschutzgebiete „Saaletal“. Das Gebiet steht seit dem 15. Januar 1987 unter Naturschutz. Zuständige untere Naturschutzbehörde ist der Landkreis Hameln-Pyrmont.

## Beschreibung
Das Naturschutzgebiet liegt innerhalb des Naturparks Weserbergland Schaumburg-Hameln bei Ockensen am östlichen Hangfuß des Ith in der Talmulde des Ockenser Baches. Es stellt einen Grünlandbereich unter Schutz. Die Kernzone im Norden des Schutzgebietes wird von mehreren Quellen geprägt, die ein Hangquell-Kalkflachmoor speisen. Zum Erhalt der schutzbedürftigen Tier- und Pflanzenarten sind jährliche Mäharbeiten sowie eine regelmäßige Beseitigung des Gehölzaufwuchses notwendig.
Im Nordwesten liegt das Naturdenkmal Wasserbaum Ockensen, ein versintertes Überlaufrohr, am Rand des Naturschutzgebietes.